# Сильное произведение графов
Сильное произведение {\displaystyle G\boxtimes H} графов G и H — это граф, такой, что:
- множество вершин {\displaystyle G\boxtimes H} является прямым произведением {\displaystyle V(G)\times V(H)}
- различные вершины (u,u' ) и (v,v' ) связаны ребром в {\displaystyle G\boxtimes H} тогда и только тогда, когда
  - u = v и u'  смежна с v' , или
  - u'  = v'  и u смежна с v, или
  - u смежна с v и u'  смежна с v' .

Сильное произведение является объединением прямого произведения и тензорного произведения.
Сильное произведение называется также нормальным произведением или AND произведением. Произведение впервые ввёл Сабидусси в 1960 году. Сильное произведение контрастирует со слабым произведением, но эти два произведения отличаются, только если применяются к бесконечным графам.
Например, граф ходов короля, граф, в котором вершинами являются клетки шахматной доски, а рёбра представляют возможные ходы короля, является сильным произведением двух путей.
Следует проявлять осторожность, когда термин встречается в литературе, поскольку сильное произведение используется и для обозначения тензорного произведения.